# リンドウ・コモン

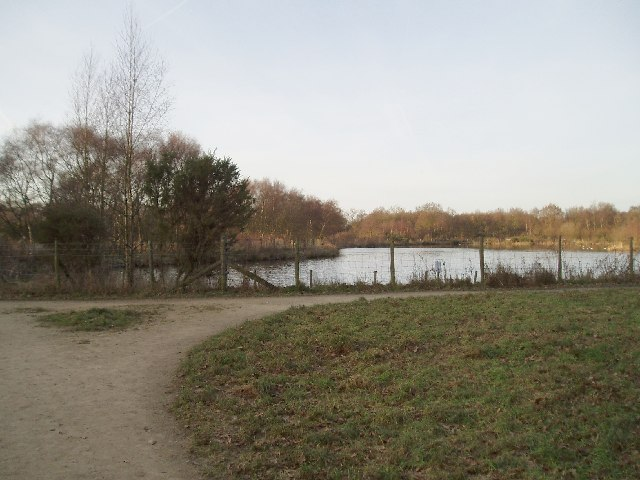
リンドウ・コモンのブラック・レイク

リンドウ・コモン(Lindow Common)は、イングランドの北西、チェシャー州ウィルムズロウの街の西のはずれに位置する特別科学的重要地区(SSSI)の1つである 。
地域自然保護区(en:Local Nature Reserve)にも指定されている。
このコモン(共有地)はヒース（平坦地の荒地）であった。過去数世紀の間、村人はここで家畜の牛を放牧することができた。しかし、およそ前世紀に渡ってカバノキが多くの地域を覆った。そのため、このコモンの多くは木に覆われている。
リンドウ・コモンの中央にブラック・レイクが横たわっている。
ブラック・レイクのウェールズ語は、llyn dduであり、Lindowの語源である。
リンドウ(Lindow)という名は、ウィルムズロウの歴史的な小教区の一つ、そして古代の泥炭地が多くを占める近隣のリンドウ・モスのためにも使われている。
湿地遺体リンドウ・マンが1984年に発見されたのはリンドウ・モスであった。
現在、リンドウ・マンは、大英博物館に展示されている。
リンドウ・コモンは、マックルズフィールド評議会のCountryside and Ranger Serviceによって管理された。
現在、このコモンはチェシャー・イースト評議会によって管理されている。
リンドウ・コモンにおける現在の業務は、カバノキの選択的な除去を始めることである。この地域をヒース（平坦地の荒地）に戻すためにギョリュウモドキ属の再育成を促進するためである。
チェシャー州には低地の湿潤なヒースを伴った場所が2箇所だけあり、ここはその一つである。
このコモンの周辺にレースコースが一度だけ存在した。
そのレースコースはもはや残っていないが、コモンの周囲の道路はレースコース道路(Racecourse Road)と呼ばれている。
このコモンはアラン・ガーナーの人気子供向けファンタジー小説「ブリジンガメンの魔法の宝石」にウェールズ語の名前 Lynn-dhu で登場する。